# 獸王星
《兽王星》（日语：獣王星）是日本漫畫家树夏实所創作的日本漫画作品，单行本全5卷。1993年至2003年在《LaLa》和《月刊Melody》（都为白泉社发行）上休载後恢复连载（详情参阅连载杂志）。
電視动画於2006年4月至6月在富士电视台「noitaminA」节目段中播映。伴随着动画化，2006年3月至5月原作漫画完全版全3卷發行，同时在《月刊Melody》的2006年5月号和6月号上刊载了做为本作前後篇的兽王星 特别篇 DEATH GAME。
作品的部分用语来源于北欧神话和希臘神話，亦有很多原读音和不同汉字写法的标注。

## 故事內容
西元2436年，從太陽系獨立出來的人類移民到了距地球150光年遠的巴爾幹星系，建立起了自己的政府。在巴爾幹星系的首都——殖民地「朱諾」居住著雙胞胎兩兄弟——特爾和萊依，他們因有著政治家和科學家的雙親而在各方面十分優秀。在此光環下安穩生活的兩兄弟，在11歲那年雙親被殺害，兩人也被送到了一顆未向外界公開的行星「獸王星」——專門流放被判死罪犯人的死亡行星。獸王星擁有惡劣的自然環境和無法想像的生態系統，是個由被稱為獸王的王所支配的弱肉強食的世界。對於在殖民地最先進設備和環境保護下成長起來的特爾和萊依兩兄弟來說，在這種星球上生存是極為艱難的。充滿堅強生命力的特爾帶著懦弱的弟弟萊依，為了生存下去開始了戰鬥。特爾表現出了極高的生存能力，短時間內就適應了獸王星的環境，而弟弟萊伊卻因為被植物襲擊而身亡。不久，在得知成為獸王後可以離開獸王星的特爾，為了能找到雙親被害和兄弟倆被流放到獸王星的真相而把成為獸王做為自己的目標。

## 登場人物
特爾•克萊因（トール）（配音員：高山南（少年期）、堂本光一（青年期）；李世揚（臺灣））
主角。擁有最強的DNA，曾經在空間殖民地「朱諾」與雙親和萊依過著安穩的生活，後來與萊依一起被流放到死刑星「獸王星」。利用來到獸王星時隨身攜帶的冷光刀（ビームナイフ），加上與生俱來的頑強生命力和出色的行動能力，很快適應了獸王星的環境。在向茶輪首領的挑戰中獲勝，成為茶輪的新首領，最後成為獸王，但還是回到了獸王星。
名字源於北歐的雷神索爾。
萊伊•克萊因（ラーイ）（配音員：高山南）
特爾的雙胞胎弟弟，十分懦弱的少年。因被植物襲擊而身亡。
迪絲（配音員：水樹奈奈；龍顯蕙（臺灣））
黃輪・女的二頭目。七歲前都待在野童，愛上特爾因此退出黃輪並成為特爾的二副（後來茶輪的二副）。性格開朗率直，使用俺（オレ）自稱，後替薩奇擋下子彈而身亡。
三頭目（サード）（配音員：小栗旬；林谷珍（臺灣））
茶輪的三頭目。自稱「凱沙」，隨和而充滿謎團的青年。擁有成為首領的實力卻只選擇做三頭目，全力幫助先成為茶輪首領、最後當上獸王的特爾，原名西格爾特‧海沙，「塵世計畫」成員之一，為了能前往一心嚮往的地球，負責在10年內幫助特爾成為獸王。
西格爾特是源自於《費爾森家族的薩加》後半段主角西古德(Sigurd，德文為Siegfried，翻譯為齊格菲)。
薩奇•凡里爾（ザギ）（配音員：中井和哉；曹冀魯（臺灣））
來自於海克特的犯人，在茶輪附近帶領野童的少年領袖，後成為白輪的首領，人稱白狼鬼(白輪羅)。在特爾和萊依剛被流放到獸王星、遭野童襲擊時，做為二人的保護者救過他們，最後被特爾懷疑殺害了卡利姆而和其決鬥，受了重傷，特爾交代不可使其死亡，後與迪絲掉落深谷，生死不明。
卡利姆（カリム）（配音員：朴璐美；郭馨雅（臺灣））
在白輪擔任二副的美女。年幼遭襲時曾得到薩奇的救助，並從此跟隨薩奇。使用帶鉤的細絲（テグス）做為武器，後來愛上特爾，因此遭到三頭目殺害。
阿澄（配音員：深見梨加；郭馨雅（臺灣））
黃輪・女的首領。為了不讓迪絲離開而強迫其回到黃輪·女，後來在遭到貝拉索納襲擊時得到特爾的救助。承認特爾的能力，並同意迪絲跟隨特爾，在和伊爾莎的決鬥中斷了一條腿，因此行動不便。喜歡三頭目，卻總被拒絕。
拉達
三頭目的手下。
柯林（配音員：飯塚昭三）
迪絲的朋友。年齡在30歲以上，生活在洞穴中，遭到某人蓄意放出貝拉索拿攻擊而身亡。
尤碁（配音員：志村知幸）
黃輪的首領。希望能得到阿澄的好感。爲救阿澄而被白輪的人射死。
奧汀（配音員：有本欽隆）
巴爾幹星系的領袖，「塵世計劃」主要計畫者，很自我主義，為了成功而不計一切代價。為洛基博士所殺。
名字源於北歐的眾神之父奧丁。
洛基博士（ロキ博士）（配音員：江川央生）
研究設施伊奧Ⅱ的負責人。特爾雙親的同事，後來為掩護特爾逃跑而被貝拉索拿攻擊身亡。
名字源於北歐的邪神洛奇。
海姆德爾大佐（ヘイムダル大佐）（配音員：藤原啟治）
奧汀手下的軍人。
名字源於北歐的守護神海姆達爾。
鐵歐•克萊因（クライン）
萊依的父親，特爾的代理父親。奧汀的左右手，「塵世計劃」執行者之一，因不肯執行最終步驟(將特爾送往獸王星)而遭殺害。
艾娃（配音員：高山南）
萊依的母親，特爾的代理母親。奧汀的左右手，「塵世計劃」執行者之一，因不肯執行最終步驟(將特爾送往獸王星)而遭殺害。

## 用語
巴爾幹星系（バルカン星系）
距離地球150光年遠的星系。存在數個空間殖民地。
作品中已知的星球有「朱諾(源自於希臘神話的女神赫拉的羅馬名)」、「瑞亞(源自於希臘神話中宙斯和赫拉的母親)」以及「黑卡蒂」。
獸王星（キマエラ）
死刑星。二名「奇馬耶拉」，屬於巴爾幹星系，但此行星的存在卻並未向殖民地上的居民公開。獸王星具有對人類來說非常惡劣的自然環境，上面的植物具有思想，能像動物般活動並襲擊人類。
名字源自於希臘神話中的怪物‧奇美拉。
輪
獸王星的組織。通過膚色和性別的不同來區分。這些輪通常是指男性集團，女性由輪裡面的女來保護。由於在獸王星，女性是貴重的存在，所以她們有選擇男性來結婚的權利。輪由被稱為大頭目、二頭目、三頭目的3人進行支配，大頭目即為輪的最高領袖。
茶輪
- 具有茶色皮膚的人所加入的輪。
- 因為贏得了挑戰而留下來的特爾和做為其二頭目的迪絲在茶輪中屬於特例。

白輪
- 具有白色皮膚的人所加入的輪（白人）。
- 卡利姆做為薩奇的部下（二副）與迪絲的情況一樣屬於特例。

黃輪
- 具有黃色皮膚的人所加入的輪（東亞人）。

黑輪
- 具有黑色皮膚的人所加入的輪（黑人）。

挑戰
與大頭目進行決鬥，頭目不得拒絕，勝利者成為該輪的新首領。殺掉所有4個輪的首領即成為獸王星的王——獸王。
野童
不屬於任何一個輪的孩子組織。
- 一般由十四、五歲的孩子組成，長大成人後就會離開（薩奇就是其中之一）。

刃塔
一座建立在獸王星上的塔，連結獸王星和黑卡緹(二譯女王星)，獸王可由此進出黑卡緹與奇馬耶拉。
黑卡緹
用來關罪犯的星球，環境比奇馬耶拉來的好上很多。
獸王
四個輪的大頭目互相殘殺，所留下來奇馬耶拉最強的人。
塵世計劃
巴爾幹星系不適合地球型人類生存，也無法自然分娩，便在獸王星上製造出可以在嚴酷環境下生存的"獸王"，讓人類活下去，特爾即第38屆的結果，特爾在此計畫中被稱作「最後的孩子」。(此外，地球在約130年就已遭隕石毀滅，但朱諾封鎖住消息)
日文的原名中的(Midgard)是北歐神話中人類居住的世界。

## 出版書籍
| 冊數 | 白泉社        | 白泉社             | 東立出版社     | 東立出版社         |
| 冊數 | 發售日期      | ISBN               | 發售日期       | ISBN               |
| ---- | ------------- | ------------------ | -------------- | ------------------ |
| 1    | 1994年8月     | ISBN 4-59-213415-X | 1999年8月20日  | ISBN 957-34-8178-2 |
| 2    | 1995年7月     | ISBN 4-59-213416-8 | 1999年10月20日 | ISBN 957-34-8179-0 |
| 3    | 1998年4月     | ISBN 4-59-213417-6 | 2000年6月5日   | ISBN 957-34-9222-9 |
| 4    | 2000年10月    | ISBN 4-59-213425-7 | 2001年10月15日 | ISBN 957-699-512-4 |
| 5    | 2003年4月28日 | ISBN 4-59-213426-5 | 2004年1月10日  | ISBN 986-11-3028-4 |

| 冊數 | 白泉社       | 白泉社             |
| 冊數 | 發售日期     | ISBN               |
| ---- | ------------ | ------------------ |
| 1    | 2006年3月4日 | ISBN 4-59-218761-X |
| 2    | 2006年4月5日 | ISBN 4-59-218762-8 |
| 3    | 2006年5月2日 | ISBN 4-59-218763-6 |

| 冊數 | 白泉社        | 白泉社                 |
| 冊數 | 發售日期      | ISBN                   |
| ---- | ------------- | ---------------------- |
| 1    | 2016年3月4日  | ISBN 978-4-59-289085-0 |
| 2    | 2016年4月15日 | ISBN 978-4-59-289086-7 |
| 3    | 2016年5月13日 | ISBN 978-4-59-289087-4 |

## 電視動畫
2006年4月13日至6月22日於富士电视台進行播放，全11话。基本设定和人设等忠实還原，但作为短短的一季动画，故事内容进行了较多的改动，过于快速展开的剧情也使很多爱好者为之感到可惜。
为特尔配音的堂本光一是第一次担当配音员，本片的主题曲也是由他本人演唱。而且，片中还使用了给三頭目配音的小栗旬等豪华配音演员阵容。

### 製作人員
- 原作：樹夏實
- 企劃：金田耕司（富士电视台）
- 制作：内田耕一（富士电视台）、豊島雅郎（ASMIK ACE）、笹田直樹（电通）、清水賢治（SKY Perfect Well Think）、佐野弘明（SME）、南雅彦（BONES）
- 剧本：松崎容子（富士电视台）、南雅彦（BONES）／伊藤幸弘、山本幸治（富士电视台）
- 导演：錦織博
- 系列构成：吉田玲子
- 人物設計・總作畫監督：逢坂浩司
- 概念设计：渡部隆
- 音樂：溝口肇
- 音響監督：三間雅文
- 音乐协助：、
- 美术设计：成田偉保（KUSANAGI）
- 美術監督：佐藤豪志（KUSANAGI）
- 音响制作：
- 色彩設計：岩泽玲子
- 攝影監督：大神洋一
- 编集：小野寺桂子
- 动画制作：
- 制作：（富士电视台、电通）

### 主题曲
- 片头曲：

- 作词：白井裕紀、新美香 编曲： 作曲・演唱：堂本光一

※编曲前4话被标为佐藤肇，第5話以后被标为ha-j，但歌曲从表面看并无差别。
- 片尾曲：

- 作词：佐藤永麻 作曲・编曲： 演唱：Yunna

### 各话列表
| 話數       | 日文標題 | 中文標題 | 脚本       | 分鏡            | 演出       | 作畫監督              | 播放日期       |
| ---------- | -------- | -------- | ---------- | --------------- | ---------- | --------------------- | -------------- |
| chapter 1  |          | 命运     | 吉田玲子   | 錦織博          | 三芳唯稀   | 川上哲也 石田可奈     | 2006年 4月13日 |
| chapter 2  |          | 茶轮     | 吉田玲子   | 錦織博          | 小山田桂子 | 小森高博              | 4月20日        |
| chapter 3  |          | 同伴     | 高橋奈津子 | 錦織博          | 三芳唯稀   | 堀川耕一              | 4月27日        |
| chapter 4  |          | 挑战     | 吉田玲子   | 高田耕一 錦織博 | 高田耕一   | 石田可奈              | 5月4日         |
| chapter 5  |          | 决斗     | 高橋奈津子 | 神戸洋行        | 神戸洋行   | 佐々木敦子 川上哲也   | 5月11日        |
| chapter 6  |          | 白狼鬼   | 土屋理敬   | 坂田純一        | 小山田桂子 | 田中誠輝              | 5月18日        |
| chapter 7  |          | 独立     | 土屋理敬   | 錦織博          | 清水一伸   | 岡田万衣子 渡辺るりこ | 5月25日        |
| chapter 8  |          | 深层     | 高橋奈津子 | 後藤圭二        | 三芳唯稀   | 亀井治                | 6月1日         |
| chapter 9  |          | 兽王     | 高橋奈津子 | 外崎春雄        | 湖山禎崇   | 石川晋吾 堀川耕一     | 6月8日         |
| chapter 10 |          | 恶梦     | 吉田玲子   | 宮地昌幸        | 古川順康   | 永田正美              | 6月15日        |
| chapter 11 |          | 希望     | 吉田玲子   | 幡文二郎        | 佐藤育郎   | 逢坂浩司              | 6月22日        |

### 播放電視台
| 播放地區       | 播放電視台       | 播放日期                       | 播放時間             | 聯播網         | 備註                          |
| -------------- | ---------------- | ------------------------------ | -------------------- | -------------- | ----------------------------- |
| 關東廣域圈     | 富士電視台       | 2006年4月13日 - 6月22日        | 星期四 24:45 - 25:15 | 富士電視台系列 |                               |
| 近畿廣域圈     | 關西電視台       | 2006年4月18日 - 6月27日        | 星期二 25:25 - 25:55 | 富士電視台系列 |                               |
| 中京廣域圈     | 東海電視台       | 2006年4月20日 - 6月29日        | 星期四 26:05 - 26:35 | 富士電視台系列 |                               |
| 岡山縣、香川縣 | 岡山放送         | 2006年5月18日 - 6月29日        | 星期四 25:35 - 26:35 | 富士電視台系列 | 連續播放2話                   |
| 新潟縣         | 新潟綜合電視台   | 2006年7月17日 - 9月25日        | 星期一 25:49 - 26:19 | 富士電視台系列 |                               |
| 高知縣         | 高知SunSun電視台 | 2006年7月31日 - 10月9日        | 星期一 14:35 - 15:05 | 富士電視台系列 |                               |
| 日本全域       | 富士電視台721    | 2006年11月29日 - 2007年1月17日 | 星期三 21:00 - 22:00 | CS放送         |                               |
| 佐賀縣         | 佐賀電視台       | 2007年7月18日 - 9月26日        | 星期三 24:35 - 25:05 | 富士電視台系列 |                               |
| 日本全域       | ANIMAX           | 2007年9月3日 - 11月12日        | 星期一 22:30 - 23:00 | CS放送         | 有重播                        |
| 香港           | ANIMAX           | 2008年2月6日 - 3月12日         | 星期三 22:00-23:00   |                |                               |
| 臺灣           | ANIMAX           | 2008年2月16日 - 4月5日         | 星期六 22:30-23:30   |                | 3月15日改為星期六 22:00-23:00 |

## 连载杂志
- vol.1 - LaLa 1993年12月号
- vol.2 - LaLa 1994年1月号
- vol.3 - LaLa 1994年12月号
- vol.4 - LaLa 1995年1月号
- vol.5 - LaLa 1995年2月号
- vol.6 - Melody 1997年10月号
- vol.7 - Melody 1997年11月号
- vol.8 - Melody 1997年12月号
- vol.9 - LaLa 2000年5月号
- vol.10 - LaLa 2000年6月号
- vol.11 - LaLa 2000年7月号
- vol.12 - LaLa 2002年11月号
- vol.13 - LaLa 2002年12月号
- vol.14 - LaLa 2003年1月号（完结）
- 特別篇 DEATH GAME 前篇 - Melody 2006年5月号
- 特別篇 DEATH GAME 後篇 - Melody 2006年6月号

## 外部連結
- （日語） 兽王星 白泉社官方网站
- （日語） 兽王星 動畫官方网站 （页面存档备份，存于）
- （日語） 兽王星 富士电视台官方网站 （页面存档备份，存于）